# Leon Drej
Leon Drej (Леон Дрей) è un film muto del 1915 diretto da Evgenij Bauėr.